# John Jellico
John Fletcher Jellico (Limerick, Irlanda, 24 d'octubre de 1856 - Blundellsands, Merseyside, 9 d'agost de 1925) va ser un regatista irlandès que va competir a cavall del segle xix i el segle xx.
El 1908 va prendre part en els Jocs Olímpics de Londres, on va guanyar la medalla de plata en la categoria de 12 metres del programa de vela com a membre de la tripulació del Mouchette.